# Offendorf
Offendorf (en alsacià Offedorf) és un municipi francès, situat a la regió del Gran Est, al departament del Baix Rin. L'any 2006 tenia 2.024 habitants.
Forma part del cantó de Bischwiller, del districte de Haguenau-Wissembourg i de la Comunitat de comunes del Pays Rhénan.

## Demografia
| 1962  | 1968  | 1975  | 1982  | 1990  | 1999  |
| ----- | ----- | ----- | ----- | ----- | ----- |
| 1.664 | 1.829 | 1.790 | 1.734 | 1.640 | 1.886 |

## Administració
| Període | Identitat    | Partit | Qualitat |  |
| ------- | ------------ | ------ | -------- |  |
| 2001-   | Denis Hommel |        |          |  |